# Assimpao
Assimpao är en ort i Komorerna.   Den ligger i distriktet Anjouan, i den centrala delen av landet, 130 km sydost om huvudstaden Moroni. Assimpao ligger 125 meter över havet och antalet invånare är 1 112. Den ligger på ön Anjouan.
Terrängen runt Assimpao är varierad. Havet är nära Assimpao åt sydväst.  Närmaste större samhälle är Sima, 6,3 km nordväst om Assimpao. I omgivningarna runt Assimpao växer i huvudsak städsegrön lövskog.